# Ribes nanophyllum
Ribes nanophyllum är en ripsväxtart som beskrevs av Freire-fierro och Endara. Ribes nanophyllum ingår i släktet ripsar, och familjen ripsväxter. Inga underarter finns listade i Catalogue of Life.